# Marc Heck
Marc Heck (15 februari 1949) is een Belgische voormalige atleet, die gespecialiseerd was in het hordelopen.

## Biografie
Heck werd in 1975 Belgisch kampioen op de 110 m horden. Hij was aangesloten bij Racing Club Brussel.

## Belgische kampioenschappen
| Onderdeel    | Jaar |
| ------------ | ---- |
| 110 m horden | 1975 |

## Persoonlijk record
| Onderdeel    | Prestatie | Datum             | Plaats  |
| ------------ | --------- | ----------------- | ------- |
| 110 m horden | 14,3 s    | 14 september 1973 | Brussel |

## Palmares

### 110 m horden
- 1969:  BK AC – 14,7 s
- 1970:  BK AC – 14,8 s
- 1971:  BK AC – 14,4 s
- 1972:  BK AC – 14,4 s
- 1973:  BK AC – 14,7 s
- 1975:  BK AC – 14,8 s

### 200 m horden
- 1969:  BK AC – 24,4 s